# Festival Músicas do Mundo
O Festival Músicas do Mundo - FMM - é um festival de música realizado anualmente no concelho de Sines, Alentejo Litoral, Portugal, sempre no mês de julho. Trata-se de uma organização da Câmara Municipal de Sines.

## Conceito
O FMM foi criado em 1999 com o objectivo de valorizar o Castelo de Sines, berço de Vasco da Gama, através de um acontecimento que mostrasse a diversidade das expressões musicais do mundo, evocando a revolução nos contactos inter-culturais a que as viagens do navegador abriram caminho. Hoje, o festival ultrapassa fisicamente as fronteiras do Castelo e o seu programa transcende os limites de qualquer legitimação histórica. Dar a descobrir é a sua filosofia.
Com todas as ambiguidades do termo, o FMM pode ser enquadrado na área da “world music”. Da tradição ao jazz, da folk aos blues, do tango ao reggae, da clássica à fusão, é sobretudo um festival de música sem fronteiras de género.
Todas as pessoas que se sintam abertas a descobrir novas músicas. O FMM não tem destinatários preferenciais a não ser ouvintes com capacidade de se surpreender, sejam eles um velho pescador, um jovem estudante universitário ou um melómano experimentado. Ao longo da sua história, o festival tem tido na diversidade de origens do seu público uma das suas principais características.

## Palcos
Os concertos decorrem em duas localidades e quatro espaços. As localidades são as duas principais povoações do concelho de Sines: a aldeia de Porto Covo e a cidade de Sines. Em Porto Covo, os concertos têm lugar num palco montado junto ao porto de pesca, com uma plateia máxima de 8000 pessoas. Em Sines há espectáculos em três palcos, todos situados no coração da cidade: o cenário histórico do Castelo (lotação: 6500), a avenida marginal da praia Vasco da Gama (15000) e o Centro de Artes de Sines (191). É no Centro que se centralizam as iniciativas paralelas aos concertos.

## Números
O público do festival tem crescido muito nos últimos anos. Em 2007, o número de espectadores estimado foi de 75-80 mil, o mais alto de sempre. Desde 1999, já estiveram no FMM mais de 240 mil pessoas.
Entre 1999 e 2007, realizaram-se 124 concertos. Até este ano, 2006 tinha sido a edição mais cheia de música, com 28 espectáculos. Shemekia Copeland, Omar Sosa, Taraf de Haidouks, Black Uhuru feat. Sly & Robbie, Hedningarna, Kronos Quartet, The Skatalites, Tom Zé, Femi Kuti, Hermeto Pascoal, Marc Ribot, KTU, Master Musicians of Jajouka, Trilok Gurtu, Toumani Diabaté, Rabih Abou-Khalil, Mahmoud Ahmed e Gogol Bordello são apenas alguns dos artistas que já passaram pelo FMM.

## 1999
A primeira edição realizou-se a 13, 14 e 15 de agosto de 1999 no Castelo de Sines.
- Clã
- Carlos Núñez
- Corvos
- Abed Azrié
- Opus Ensemble
- Quinteto de Carlos Martins
- Sonny Fortune

## 2000
Realizou-se entre 27 de julho e 29 de julho de 2000.
- Adufe
- Dieuf Dieul
- Trio Esquina + Sandra Rumolino
- Sivan Perwer
- Omar Sosa Sextet
- Shemekia Copeland Blues Band

## 2001
Realizou-se entre 26 de julho e 28 de julho de 2001.
- Brigada Victor Jara
- Bal Tribal
- Carmen Linares
- Taraf de Haidouks
- Andrea Marquee
- Johnny Dyani
- Black Uhuru

## 2002
Realizou-se entre 25 de julho e 27 de julho de 2002
- Cristina Branco
- Hedningarna
- David Murray Big Band
- Los de Abajo
- Popa Chubby
- Yat-Kha
- Mabulu

## 2003
Realizou-se entre 24 de julho e 26 de julho de 2003.
- Danças Ocultas
- Simentera
- Mahwash & Ensemble Kaboul
- Mahotella Queens
- Totonho & os Cabra
- Kronos Quartet
- Kad Achouri
- The Skatalites

## 2004
2004 foi o ano que FMM teve maior crescimento, deixou de ser só no Castelo de Sines, expandiu-se para mais dois palcos, um na Avenida da Praia e outro na Capela da Misericórdia. Realizou-se entre 29 de julho e 31 de julho de 2004.
- Ronda dos Quatro Caminhos
- Warsaw Village Band
- Savina Yannatou
- David Murray/Pharoah Sanders
- Tom Zé
- Septeto Roberto Rodriguez
- Rokia Traoré
- Femi Kuti
- Refilon

## 2005
Realizou-se entre 28 de julho e 30 de julho de 2005. Expandiu-se, pela primeira, vez, a Porto Covo.
- 34 Puñaladas
- Cristina Branco + Brigada Victor Jara + Segue-me à Capela
- Ljiljana Buttler & Mostar Sevdah Reunion
- Amadou & Mariam
- Mahala Raï Banda
- Lula Pena
- Marc Ribot & The Young Philadelphians
- Astrid Hadad
- Hermeto Pascoal
- Ba Cissoko
- Samurai 4
- The Master Musicians of Jajouka
- KTU
- Kíla
- Konono n.º 1

## 2006
Realizou-se entre 21 de julho e 29 de julho de 2006. Expandiu-se, pela primeira, vez, ao Centro de Artes de Sines.
- Francis Hime
- Mayra Andrade
- Buraka Som Sistema
- Boris Kovac & La Campanella
- Actores Alidos
- Vaguement la Jungle
- Dazkarieh
- Eliseo Parra
- Da Jam Band
- Jacques Pellen "Celtic Procession"
- K'naan
- Ensemble JER - Os Plásticos de Lisboa
- Vusi Mahlasela
- Gaiteiros de Lisboa
- Trio Rabih Abou-Khalil & Joachim Kühn
- Toumani Diabaté & Symmetric Orchestra
- Alamaailman Vasarat
- Nuru Kane & Bayefall Gnawa
- Farida & Iraqi Maqam Ensemble
- The Bad Plus
- Trilok Gurtu & The Misra Brothers
- Tony Allen
- Fruit Music
- Mariem Hassan
- Värttinä
- Cordel do Fogo Encantado
- Seun Kuti & Egypt 80
- Ivo Papasov & His Wedding Band

## 2007
Realizou-se entre 20 de julho e 28 de julho de 2007.
- Galandum Galundaina
- Darko Rundek & Cargo Orkestar
- Etran Finatawa
- Don Byron plays Junior Walker
- Mamani Keita & Nicolas Repac
- Deti Picasso
- Djabe
- Rão Kyao & Karl Seglem
- Haydamaky
- Marcel Kanche
- Ttukunak
- Lula Pena
- Jacky Molard Acoustic Quartet
- Hypnotic Brass Ensemble
- Trilok Gurtu Band
- Bellowhead
- Oumou Sangaré
- Oki Dub Ainu Band
- Harry Manx
- Carlos Bica & Trio Azul com DJ Ill Vibe
- Tartit
- Mahmoud Ahmed
- Bitty McLean & The Homegrown Band
- Aronas
- Hamilton de Holanda Quinteto
- World Saxophone Quartet "Political Blues"
- Rachid Taha
- La Etruria Criminale Banda
- Norkst
- Erika Stucky & Roots of Communication
- K'naan
- Gogol Bordello
- Señor Coconut & His Orchestra feat. Argenis Brito

## 2008
Realizou-se entre 17 de julho e 26 de julho de 2008.
- Siba e a Fuloresta (Brasil)
- Bassekou Kouyaté & Ngoni Ba (Mali)
- Serra-Lhe Ai!!! & os Rosales (Galiza)
- A Naifa (Portugal)
- Hermínia (Cabo Verde)
- Hazmat Modine (EUA)

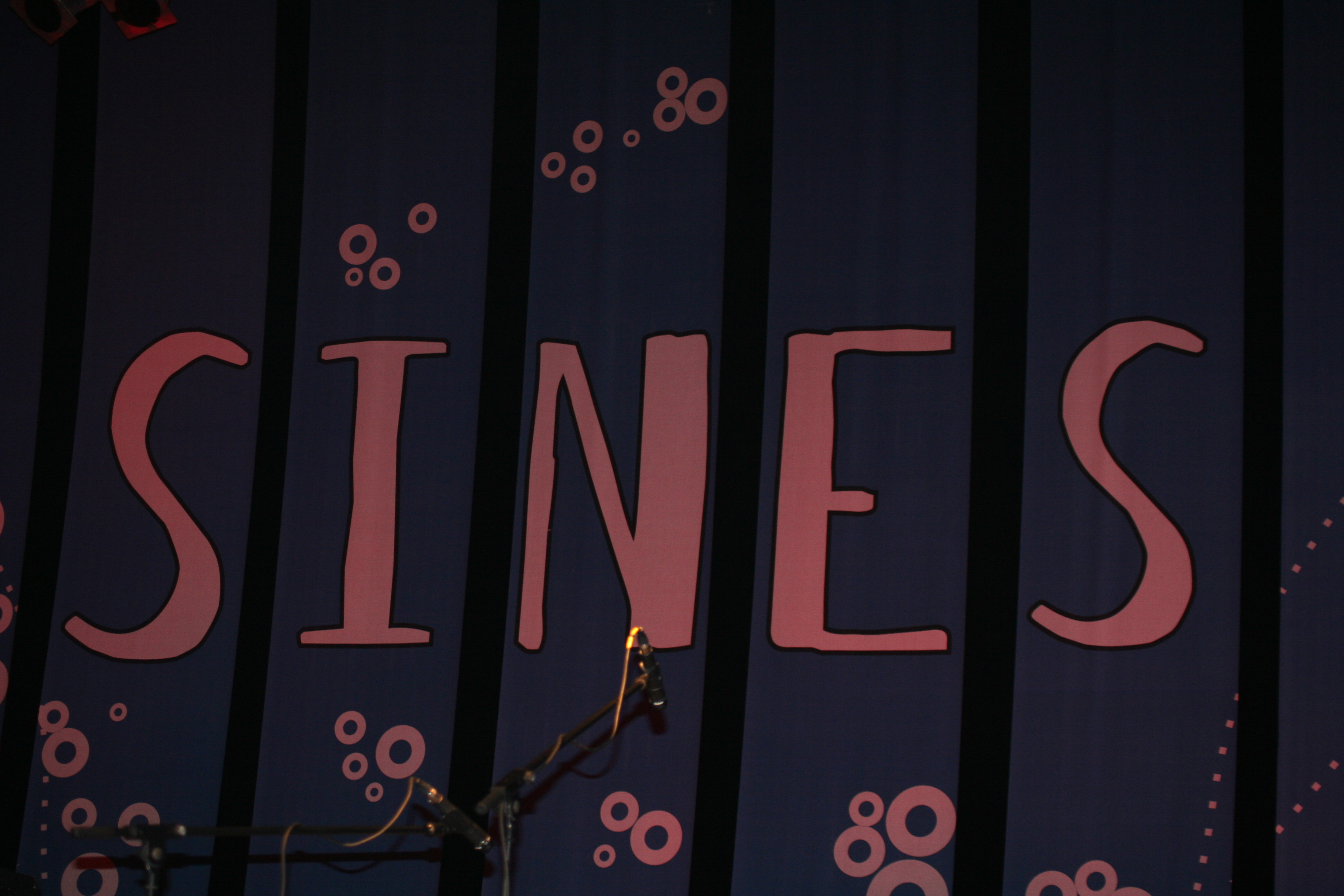
FMM in Sines/Portugal 2008

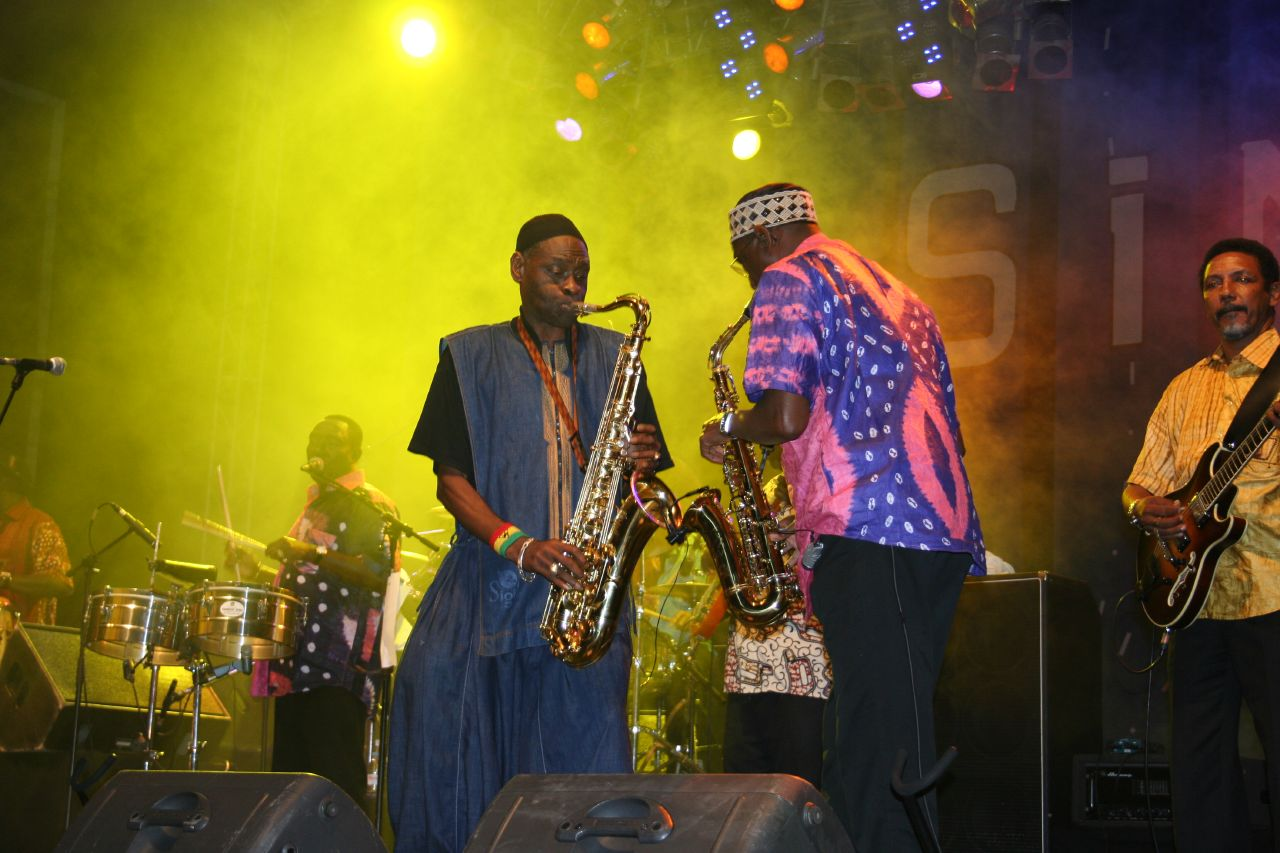
Orchestra Baobab no FMM em Sines/Portugal 2008

- Flat Earth Society Meets Jimi Tenor
- The Last Poets (EUA)
- Enzo Avitabile & Bottari (Itália)
- Danças Ocultas
- Asha Bhosle (Índia)
- A Tribute to Andy Palácio Feat. Special Guests (Belize / Honduras)
- Danae (Portugal)
- Moskow Art Trio (Rússia)
- Lo Cor De La Plana (Occitânia / França)
- Dead Combo (Portugal)
- Iva Bittová (Republica Checa)
- Moriarty (EUA/ França)
- Waldemar Bastos (Angola)
- Vinicio Capossela (Itália)
- Justin Adams & Juldeh Camara (GB/ Gâmbia)
- Anthonz Joseph & the Spasm Band Feat. Joe Bowie (Trinidad / GB / EUA)
- Mandrágora & SPECIAL GUESTS (Portugal / GB)
- Marful “SALÓN DE BAILE” (Galicia)
- Gerald Toto, Richard Bona, Lokua Kanza (Antilhas / Camarões / RD Congo)
- Orchestra Baobab (Senegal)
- Silvério Pessoa (Brasil)
- Toubab Krewe (EUA)
- Rachel Unthank & The Winterset (GB)
- Faiz Ali Faiz (Paquistão)
- KTU (Finlandia / EUA)
- Cui Jian (China)
- Firewater (EUA)
- Nortec Collective Presents Bostich and Fussible (México)
- The Dizu Plaatjies’ Ibuyambo Ensemble (África do Sul)
- Koby Israelite (Israel / GB)
- Rokia Traoré (Mali / França)
- Doran – Stucky – Studer – Tacuma (Irlanda/ EUA)
- Jean-Paul Bourellz meets Melvin Gibbs & Will Calhoun (EUA)
- Boom Pam (Israel)

## 2009
Realizou-se entre 16 de julho e 25 de julho de 2009.
- O'QueStrada (Portugal)
- Rupa & The April Fishes (EUA)
- Circo Abusivo (Itália)
- Victor Démé (Burkina Faso)
- The Ukrainians (GB)

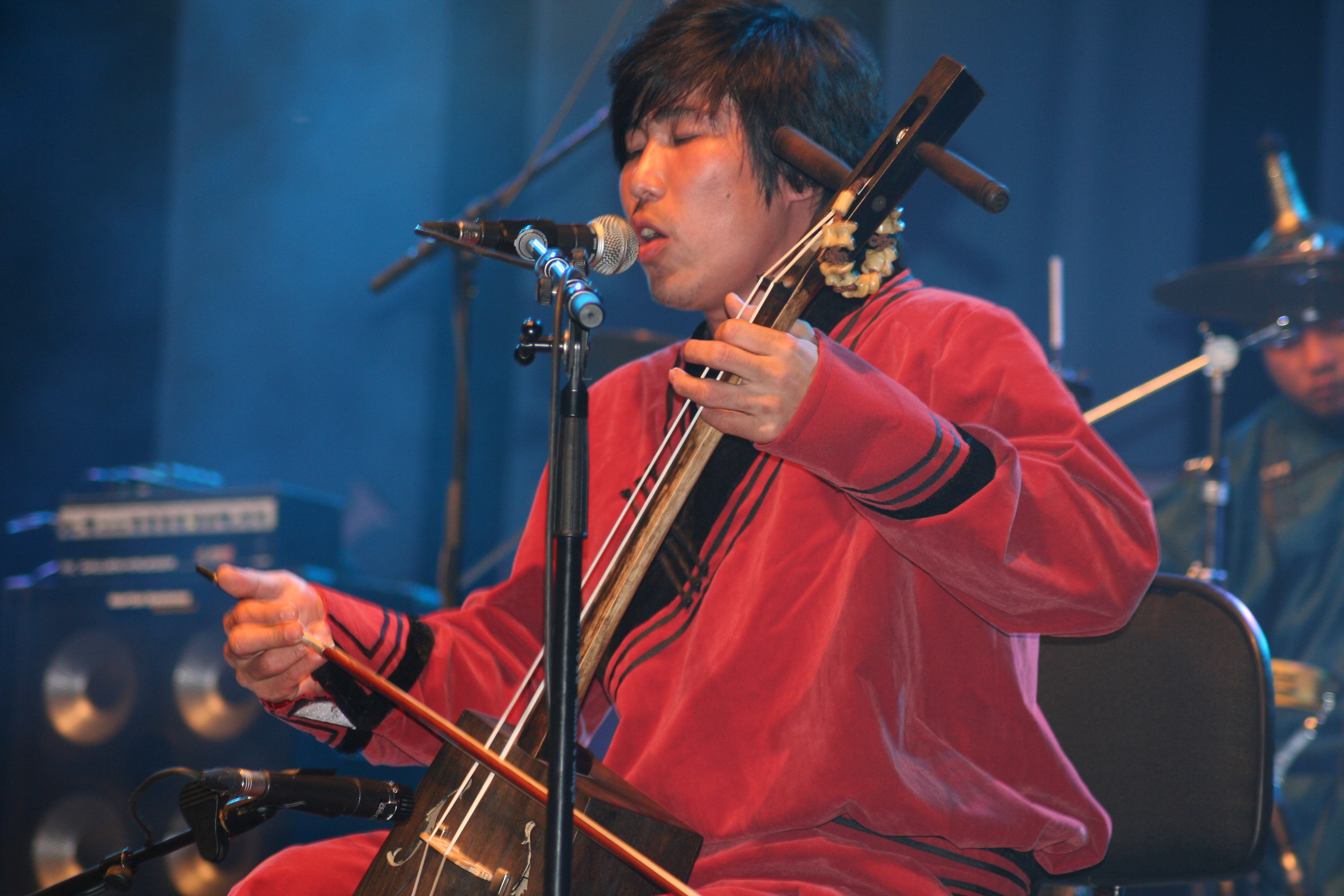
Grupo Hanggai da China no FMM 2009

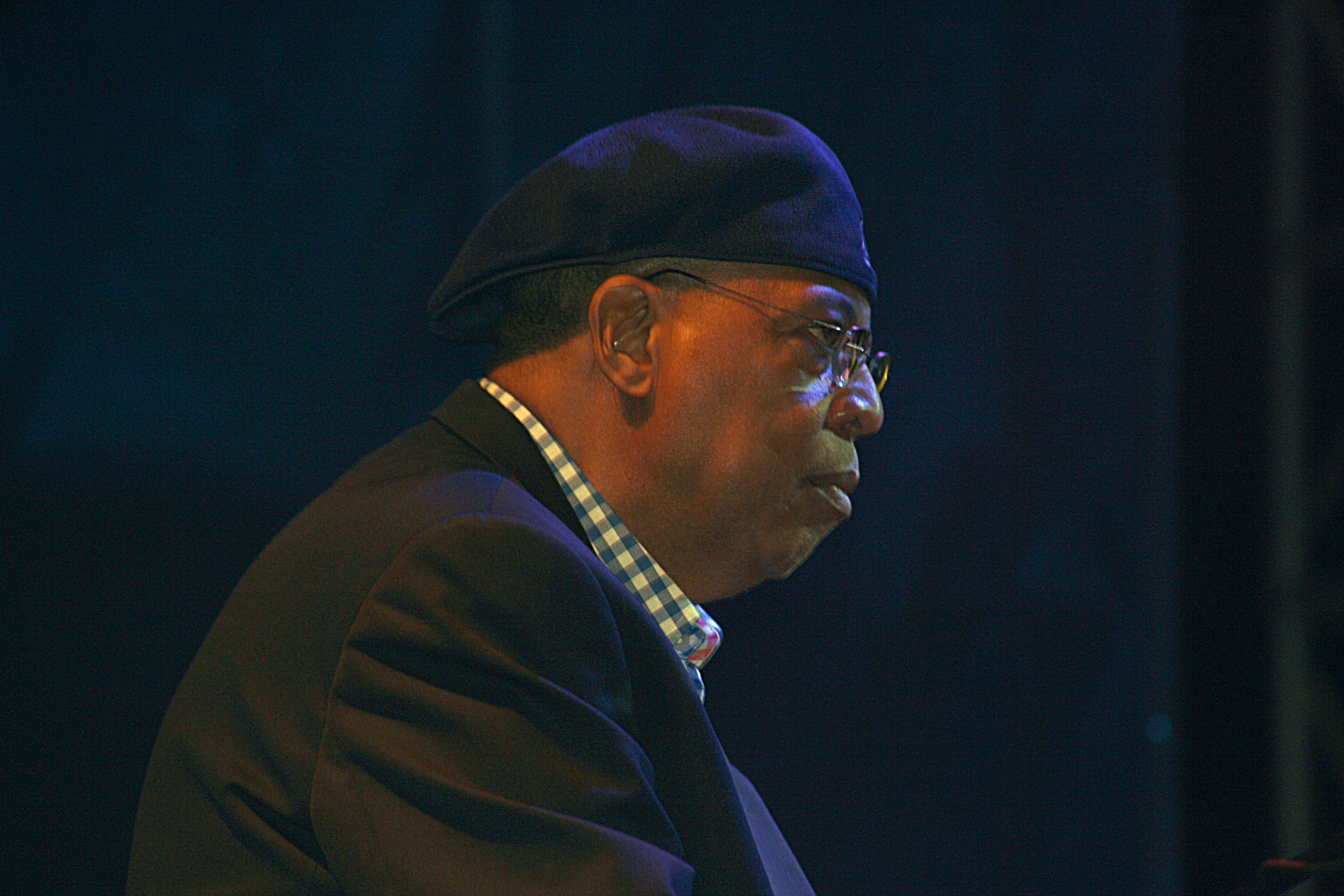
Chuchu Valdes no FMM Festival em Sines Portugal 2009

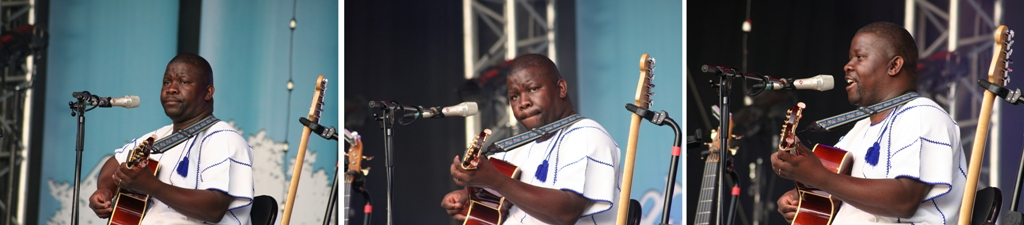
Manecas Costa no FMM Festival em Sines Portugal 2009

- Dele Sosimi Afrobeat Orchestra (Nigéria / GB)
- Wyza (Angola)
- Orquesta Típica Fernández Fierro (Argentina)
- Daara J Family (Senegal)
- Mor Karbasi (Israel)
- Portico Quartet (GB)
- Corneliu Stroe & Aromanian Ethno Band (Roménia)
- Carmen Souza (Portugal / Cabo Verde)
- Trilhos – Novos caminhos da guitarra portuguesa (Portugal)
- Janita Salomé (Portugal)
- Uxía (Galiza)
- Acetre (Extremadura)
- L’Enfance Rouge (França / Itália / Tunísia)
- Assobio (Portugal)
- Alô Irmão! – Narf & Manecas Costa (Galiza/ Guiné-Bissau)
- Hanggai (China)
- Chucho Valdés Big Band (Cuba)
- Kasaï Allstars (RD Congo)
- Damily (Madagáscar)
- Paulo Sousa (Portugal)
- Njava (Madagáscar)
- Warsaw Village Band (Polónia)
- Debashish Bhattacharya (Índia)
- Cyro Baptista „Beat the Donkey“ (Brasil / EUA)
- Chicha Libre (EUA)
- Melech Mechaya (Portugal)
- Bibi Tanga & The Selenites (França)
- James Blood Ulmer (EUA)
- Alamaailman Vasarat (Finlândia)
- Lee „Scratch” Perry (Jamaica)
- Speed Caravan (Argélia/ França)

## 2010
Realizou-se entre 28 de julho e 31 de julho de 2010.

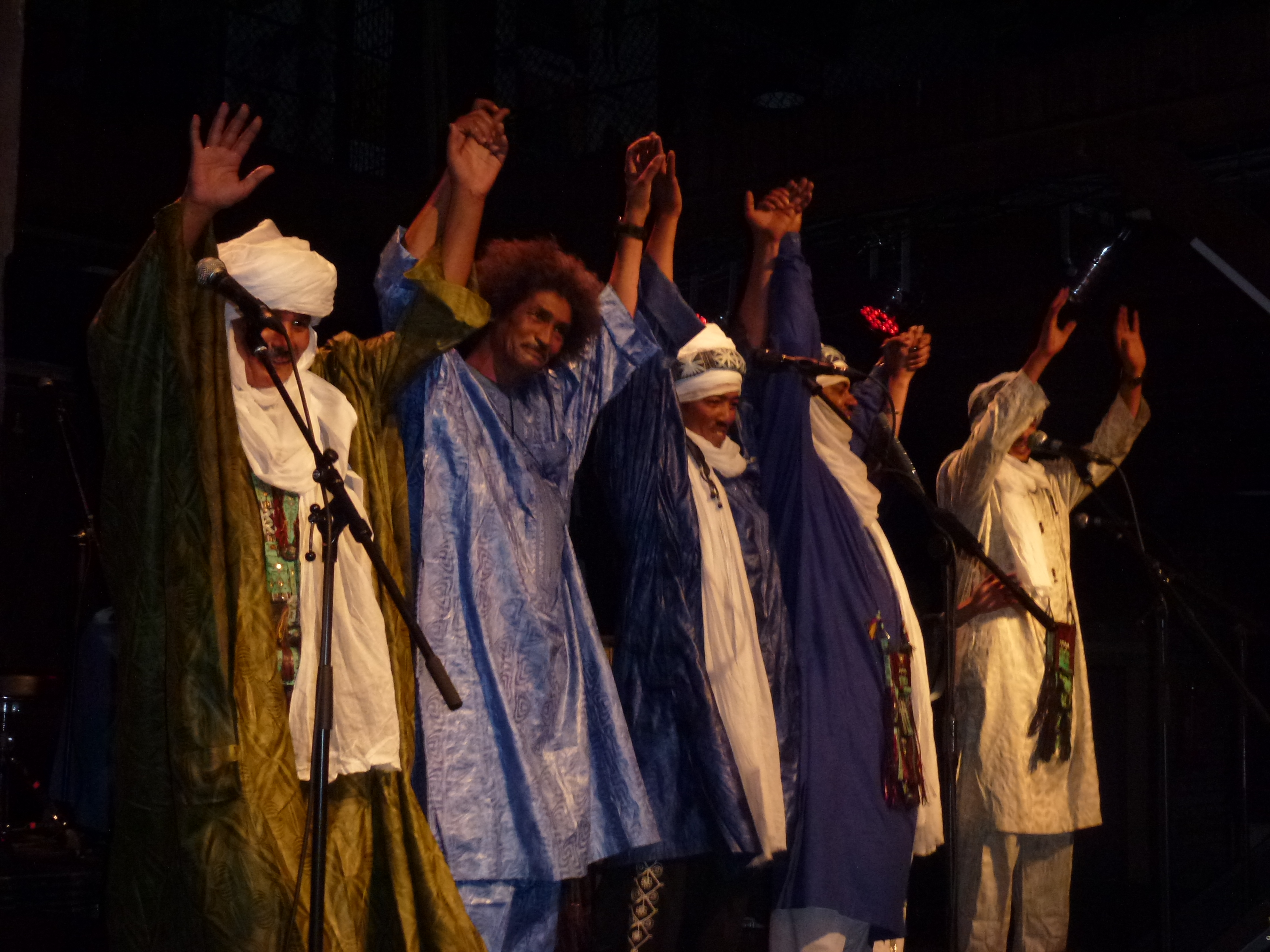
Tinariwen no FMM Festival das Músicas do Mundo em Sines, 2010

- Staff Benda Bilili (RD Congo), Best group do Songlines Music Awards 2010
- The Mekons (GB / EUA)
- Grupo Fantasma (EUA)
- Forro in the Dark (Brasil)
- Lole Montoya (Espanha)
- Yasmin Levy (Israel)
- Sa Dingding (China)
- Céu (Brasil)
- Novalima (Peru)
- Las Rubias del Norte (EUA)
- Vitorino e Janita Salomé com Grupo de Cantadores de Redondo (Portugal)
- Cacique’97 (Moçambique / Portugal)
- Nat King Cole en Espagnol (EUA / Cuba / Portugal)
- 34 Puñaladas (Argentina)
- Wimme (Finlândia / Sami People)
- N’Diale – Jacky Molard Quartet & Founé Diarra Trio (Mali)
- Kimi Djabaté (Guiné-Bissau)
- The Rodeo (França)
- Barbez (EUA)
- Sa Dingding (China)
- Tinariwen (Mali / Sahara)
- Bailarico Sofisticado convida Selecta Alice (Portugal)
- Guadi Galego (Galiza)
- Galaxy (Timor)
- Cheick Tidiane Seck feat. Mamani Keita (Mali)
- U-Roy (Jamaica)
- Batida (Portugal / Angola)

## 2011
Realizou-se entre 20 de julho e 28 de julho de 2011.
- Cheikh Lô (Senegal)
- Mário Lúcio (Cabo Verde)
- Aduf (Portugal)
- António Zambujo (Portugal)
- Le Trio Joubran (Palestina)
- Secret Chiefs 3 (EUA)
- António Chainho (Portugal)
- Mamer (China)
- Berrogüetto (Galiza/Espanha)

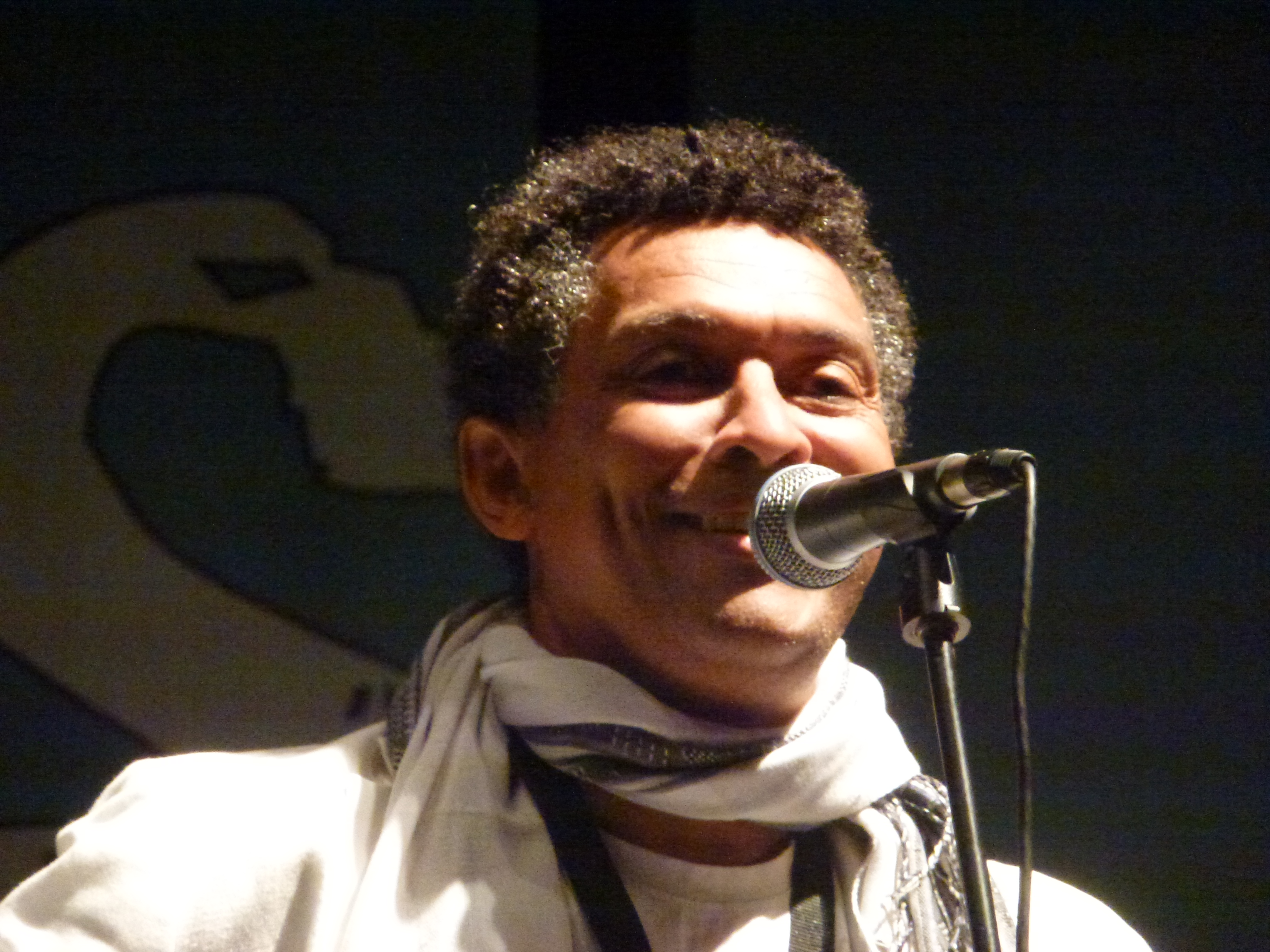
Mário Lúcio em Sines em 2011

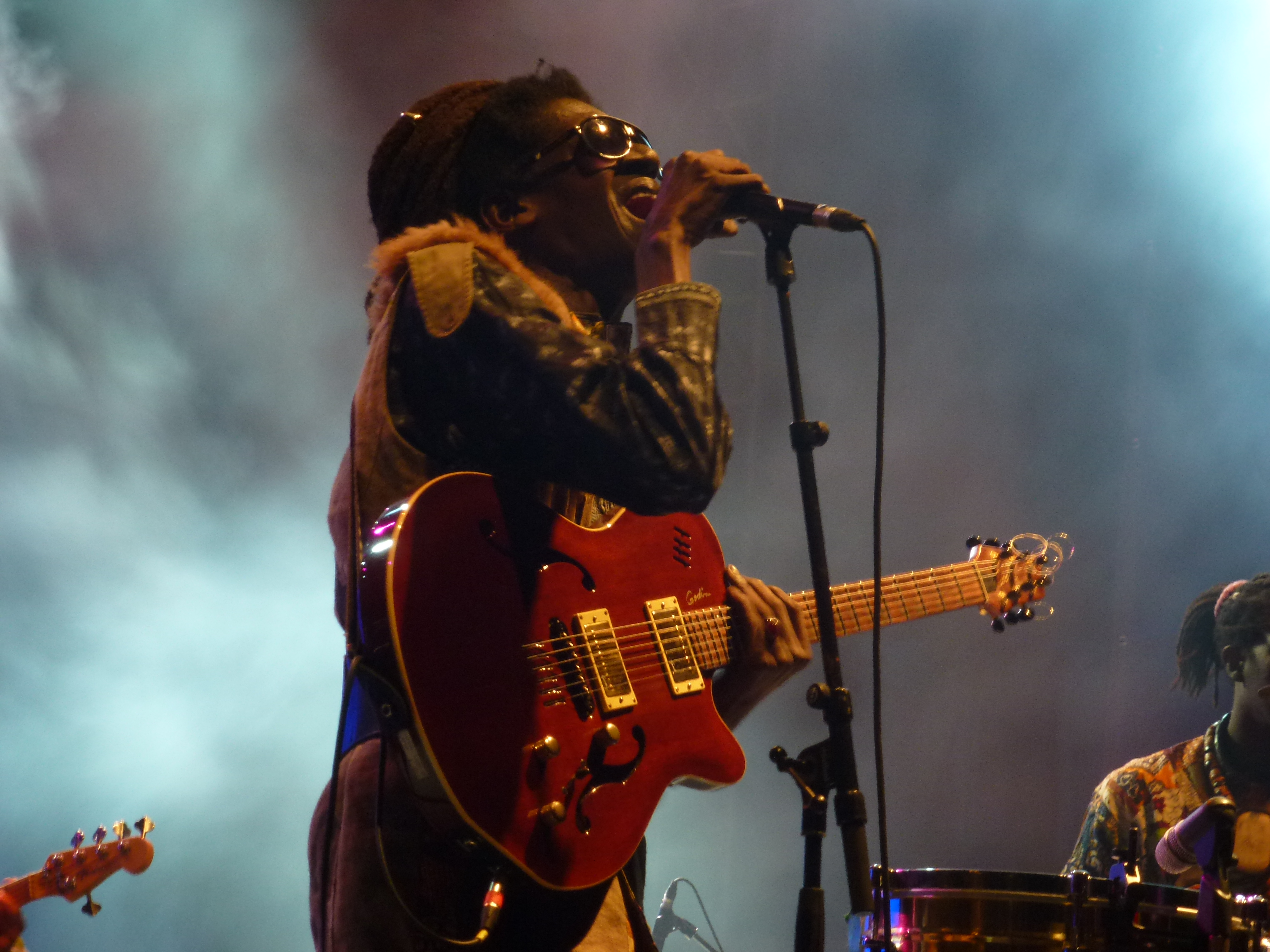
Cheik Lô em Sines em 2011

- Congotronics (RD Congo/EUA/Argentina)
- Lúisa Maita (Brasil)
- De Tangos Y Jaleos (Espanha)
- Ebo Taylor & Afrobeat Academy (Gana)
- Mercedes Peón (Galiza/Espanha)
- Rakia (Portugal)
- Manou Gallo & Women Band (Bélgica)
- Mama Rosin (Suíça)
- Mikado Lab (Portugal)
- Shunsuke Kimura x Etsuro Ono (Japão)
- Graveola e o Lixo Polifônico (Brasil)
- Apsilies (Grécia)
- Vishwa Mohan Bhatt (Índia)
- Nomfusi (África do Sul)
- Tuba Project feat. Bob Stewart (Roménia/EUA)
- L.U.M.E. (Portugal)
- Ayarkhaan (Rússia)
- Marchand vs Burger (França)
- Dissidenten (Alemanha)
- Aziz Sahmaoui & University of Gnawa (Marrocos/Senegal)
- CaBaCe (Portugal)
- Nathalie Natiembé (Reunião/França)
- Sly & Robbie feat. Junior Reid (Jamaica)
- Kumpania Algazarra (Portugal)

## 2012
Realizou-se entre 19 de julho e 28 de julho de 2012.

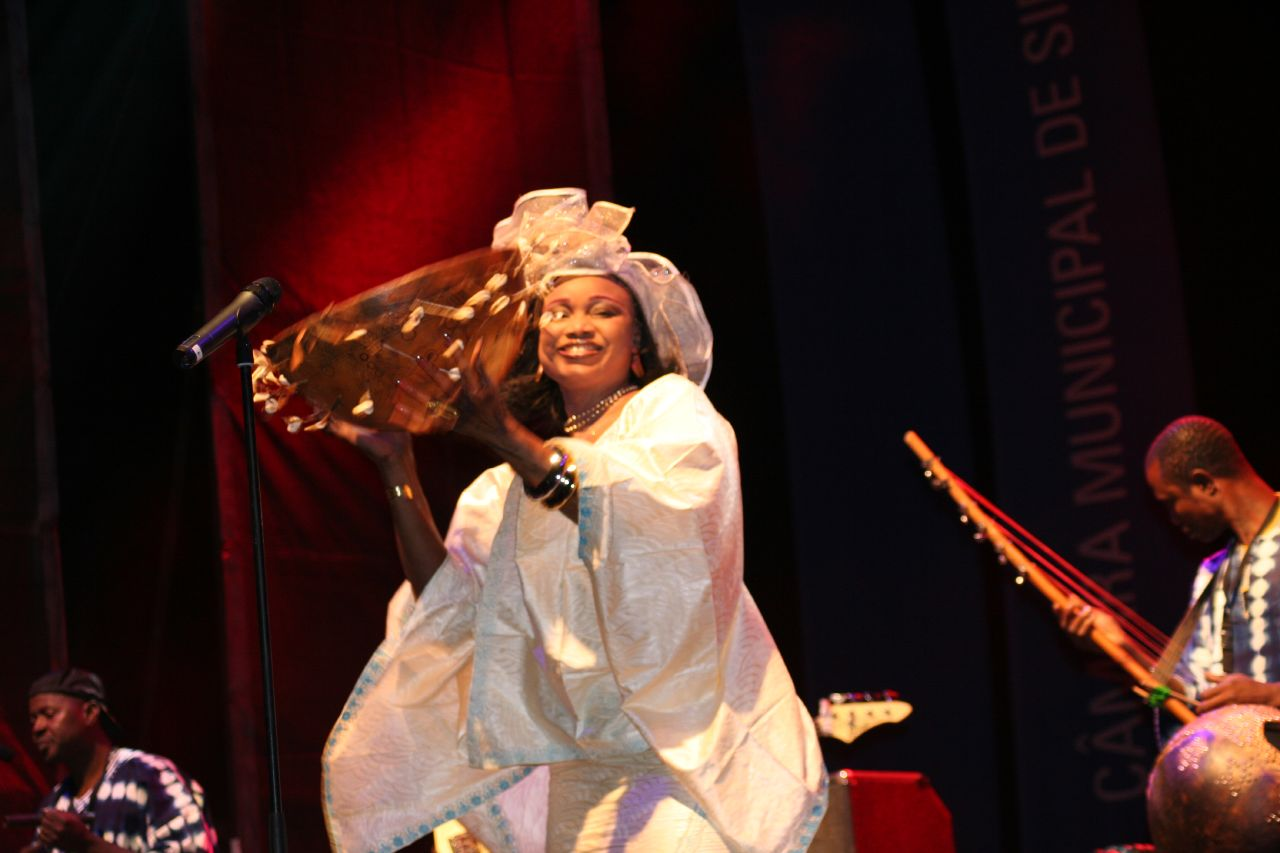
Oumou Sangaré no FMM Sines

- Amélia Muge & Michales Loukovikas "Periplus" (Portugal/ Grecia)
- Narasirato (Ilhas Salomão)
- Otis Taylor Band (EUA)
- Bombino (Níger)
- Osso Vaidoso (Portugal)
- AL-Madar (Líbano/ USA)
- L’Enfance Rouge & Lotfi Bouchnak (França/ Tunísia)
- Frigg (Finlândia)
- Clorfila & Los Mezaleros de la Sierra (México)
- Dead Combo feat. Marc Ribot (Portugal / EUA)
- Oumou Sangaré & Béla Fleck (Mali / EUA)
- Marc Ribot y los Cubanos Postizos (EUA)
- Imperial Tiger Orchestra & Hamelmal Abate (Suíça / Etiópia)
- Shangaan Electro (África do Sul)
- Jessika Kenney & Eyvind Kang (EUA)
- Ensemble Notte Della Tranta (Itália)
- Bilan (Cabo Verde)
- Couple Coffee (Portugal/Brasil)
- Dubioza Kolektiv (Bósnia e Herzegovina)
- Astillero (Argentina)
- Fatoumata Diawara (Mali)
- Staff Benda Bilili (R.D. Congo)
- Uxu Kalhus (Portugal)
- Diabo a Sete (Portugal)
- Kouyaté-Neerman (França/Mali)
- Dhafer Youssef Quartet (Tunísia)
- Mari Boine (Noruega)
- Zita Swoon Group (Bélgica / Burkina Faso)
- Juju (Gâmbia / Reino Unido)
- Orquestra Todos (Portugal)
- Socalled (Canadá)
- Hugh Masekela (África do Sul)
- Tony Allen's “Black Series” Feat. Amp Fiddler (Nigéria/ EUA)
- Jupiter & Okwess International (R.D. Congo)
- Lirinha (Brasil)

## 2013
Realizou-se entre 18 de julho e 27 de julho de 2013.

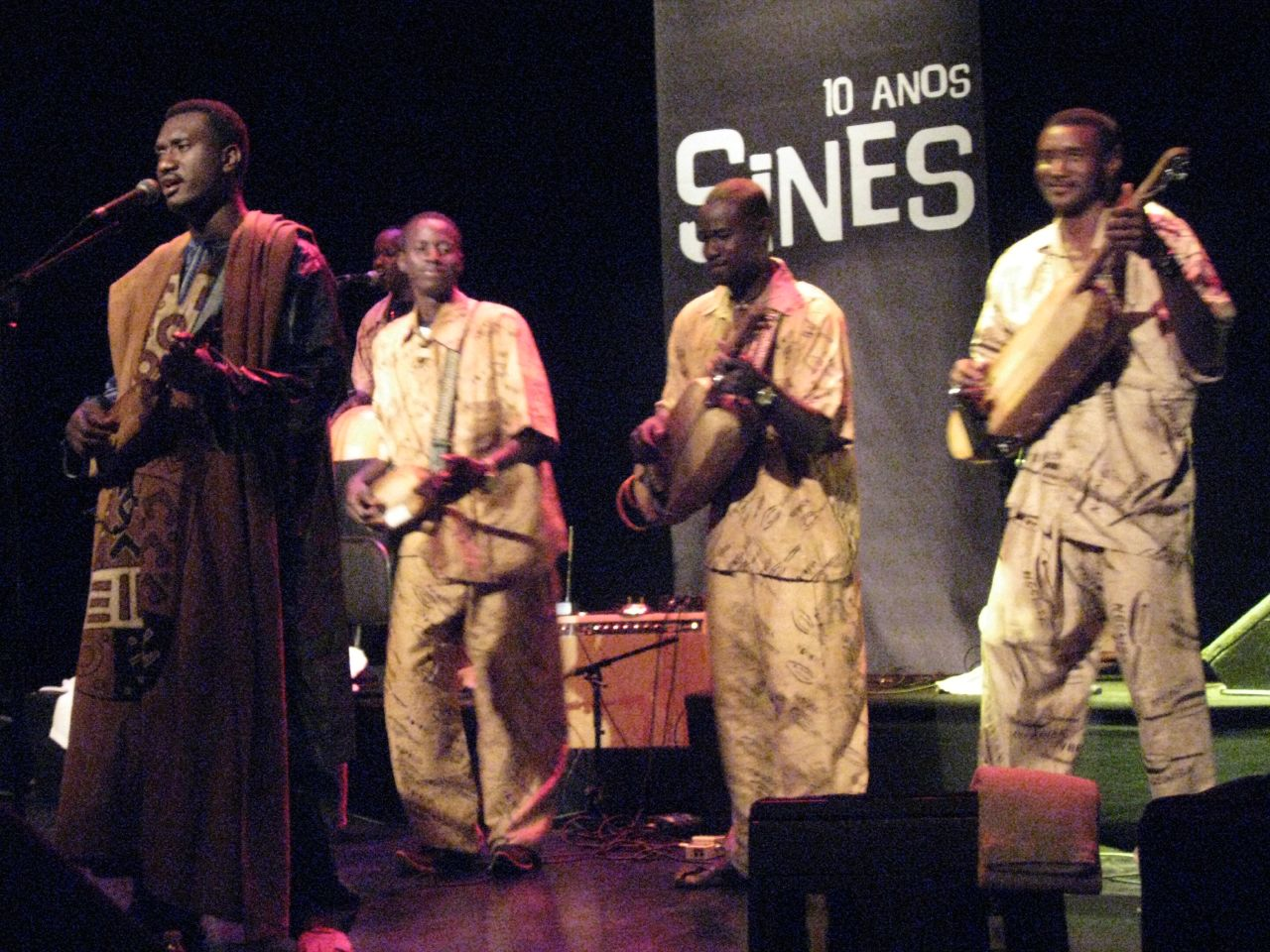
Bassekou Koiaté e grupo em Sines 2013

Palcos: Castelo, Avenida Vasco da Gama, Centro de Artes e Capela da Misericórdia com ca. 100 mil espetadores
- Custódio Castelo (Portugal)
- Bassekou Kouyaté & Ngoni Ba (Mali)
- Hazmat Modine (EUA)
- Amadou & Mariam (Mali)
- Cabruêra (Brasil)
- Celina da Piedade (Portugal)
- Barbez (EUA)
- Lo’Jo (França)
- Baloji (R. D. Congo / Bélgica)
- Dubioza Kolektiv (Bósnia e Herzegovina)
- Reijseger Fraanje Sylla (Países Baixos/ Senegal)
- JP Simões (Portugal)
- DakhaBrakha (Ucrânia)
- Hermeto Pascoal (Brasil)
- Batida (Portugal / Angola)
- Jon Luz (Cabo Verde)
- Mari Kvien Brunvoll (Noruega)
- Sílvia Pérez Cruz (Espanha)
- Aline Frazão (Angola / Portugal)
- Orquestra Locomotiva (Portugal)
- MU (Portugal)
- Tcheka (Cabo Verde)
- Hassan El Gadiri & Trance Mission (Portugal)
- Nathalie Natiembé (Reunião)
- O Carro de Fogo de Sei Miguel (Portugal)
- Extremadura Território Flamenco (Espanha)
- Imidiwan (Portugal / Mali)
- Carlos Bica “Azul”, com Frank Möbus e Jim Black (Portugal / Alemanha / EUA)
- Rokia Traoré (Mali)
- Asif Ali Khan & Party (Paquistão)
- Ondatrópica (Colômbia)
- Gaiteiros de Lisboa (Portugal)
- Winston McAnuff & Fixi (Jamaica / França)
- Tigran Hamasyan – Solo (Arménia)
- Rachid Taha (Argélia / França)
- Shibusa Shirazu Orchestra (Japão)
- Bomba Estéreo (Colômbia)
- Cristina Branco (Portugal)
- DaWangGang (China)
- Tamikrest (Povo Tuaregue – Mali)
- Akua Naru (EUA / Alemanha)
- Femi Kuti & The Positive Force (Nigéria)
- Skip & Die (África do Sul / Países Baixos)

## 2014
Realizou-se entre 18 de julho e 26 de julho de 2014.
Palcos: Castelo, Avenida Vasco da Gama, Centro de Artes e Capela da Misericórdia com ca. 100 mil espetadores
- Jaipur Maharaja Brass Band (India)
- Custódio Castelo & Shina (Portugal/França)
- KrisMenn / AleM (GB/França)
- Bachu Khan (India)
- Istiklal Trio (Israel)
- Kayhan Kalhor & Erdal Erzincan (Irão/Turkia)
- Teta (Madagaskar)
- Karolina Cicha & Bart Palyga (Polonia)
- Selma Uamusse (Mozambique)
- Cimarrón (Columbia)
- Ai! (Portugal)
- Astrakan Project (GB/França)
- Colin Stetson (EUA/Canada)
- Mudiyett (India)
- Zé Perdigão “Sons Ibéricos” (Portugal)
- Mamani Keita (Mali)
- La Yegros (Argentina)
- Debademba (Burkina Faso/Mali)
- África Negra (São Tomé e Príncipe)
- Ajinai (China)
- Ibrahim Maalouf „Illusions“ (Libano/França)
- Mamar Kassey (Niger)
- Jambinai (Korea)
- Jungle By Night (Holanda)
- Galandum Galundaina (Portugal)
- Arreola+Carballo (México)
- Mulatu Astatke (Ethiopia)
- Nástio Mosquito (Angola)
- Mélissa Laveaux (Canada/Haiti)
- Meridian Brothers (Columbia)
- Niladri Kumar (India)
- Júlio Pereira (Portugal)
- Mohammad Reza Mortazavi (Irão)
- Gisela João (Portugal)
- Tigran (Armenia/EUA)
- Anthony Joseph (Trinidad e Tobago)
- Mó Kalamity & The Wizards (Cabo Verde/França)
- ShazaLaKazoo (Serbia)
- The Soaked Lamb (Portugal)
- Smadj „Fuck the DJ“ (Tunesia/França/Maroccos/Africa do Sul)
- Fatoumata Diawara & Roberto Fonseca (Mali/Cuba)
- Angélique Kidjo (Benin)
- Balkan Beat Box (Israel/EUA)
- Jagwa Music (Tansania)
- Acid Arab (França)

## 2015
Realizou-se entre 16 de julho e 26 de julho de 2015.
Palcos: Castelo, Avenida Vasco da Gama, Centro de Artes e Capela da Misericórdia com ca. 100 mil espetadores
em Sines e em Porto Covo
- Toumani Diabaté &  Sidiki Diabaté
- Salif Keita

e outros

## 2016
Realizou-se entre 22 de julho e 30 de julho de 2016.
Palcos: Castelo, Avenida Vasco da Gama, Centro de Artes e Capela da Misericórdia com ca. 100 mil espetadores
em Sines e em Porto Covo
- Billy Bragg
- Pat Thomas
- Juana Molina

e outros

## 2017
Realizou-se entre 20 de julho e 29 de julho de 2017.
Palcos: Castelo, Avenida Vasco da Gama, Centro de Artes e Capela da Misericórdia com ca. 100 mil espetadores
em Sines e em Porto Covo
- Richard Bona
- Lura
- Fatoumata Diawara & Hindi Zahra
- Cristina Branco
- Waldemar Bastos

e outros

## 2018

### 20 anos do FMM Festival das Musicas do Mundo em Sines e Porto Covo
Realizou-se entre 18 de julho e 28 de julho de 2018.
Palcos: Castelo, Avenida Vasco da Gama, Centro de Artes e Capela da Misericórdia com ca. 120 mil espetadores
em Sines e em Porto Covo
- Kroke
- Sara Tavares
- Vieux Farka Touré
- Bulimundo
- Kimmo Pohjonen

e outros